# Iwadate Nao
Nao Iwadate (sinh ngày 17 tháng 8 năm 1988) là một cầu thủ bóng đá người Nhật Bản.

## Sự nghiệp câu lạc bộ
Nao Iwadate đã từng chơi cho Arte Takasaki, Mito HollyHock và Urawa Reds.